# جيروندان بوردو
نادي جيروندان بوردو لكرة القدم (بالفرنسية: Football Club des Girondins de Bordeaux)‏ نادي كرة قدم فرنسي يلعب في مدينة بوردو. يتم اختصار الاسم إلى بوردو.
تم تأسيس النادي في 1881 كمتعدد الألعاب. حقق النادي بطولة دوري الدرجة الأولى في 1950، 1984، 1985، 1987، 1999، و2009. ملعب النادي هو تشابان ديلماس وهو أحد لاعبي النادي السابقين. الملعب السابق هو بارك ليسكيور. عادة ما يشارك النادي في البطولات القارية في العقود الثلاثة الماضية.
أكبر انجاز حققه النادي هو احتلال المركز الثاني في بطولة كأس الاتحاد الأوروبي 1996 حيث تأهل عبر بطولة كأس انترتوتو التمهيدية. وحقق النادي 3 انتصارات متتالية في الأدوار الأولى على حساب أندية فاردار سكوبي، روتور فولغوغراد، وريال بيتيس، والانتصار التاريخي على إيه سي ميلان ثم التفوق على سلافيا براغ في الدور النصف النهائي. في المباراة النهائية منع نادي بايرن ميونخ نادي بوردو من التتويج بالبطولة بالفوز عليه في مجموع مباراتي الذهاب والإياب 5/1.
يعتبر النادي شركة فرعية من المجموعة الفرنسية التلفزيونية م6 منذ 2001.
لم يهبط نادي بوردو إلى الدرجة الثانية منذ موسم 1992/1993 وفي الموسم الحالي 2008/2009 شارك في بطولة دوري أبطال أوروبا وحقق 3 بطولات وهي دوري الدرجة الأولى، كأس الدوري الفرنسي، وكأس الأبطال الفرنسي. بلغت ميزانية النادي لهذا الموسم 87 مليون يورو. صنفه الاتحاد الأوروبي لكرة القدم في المرتبة 49 على مستوى أندية القارة في المنافسات القارية.

## تاريخ النادي

### البداية

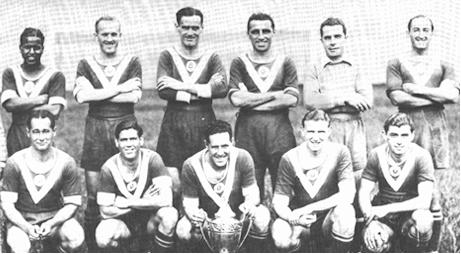
صورة للاعبي جيروندان بوردو بعد الفوز بكأس فرنسا موسم 1940-41

في 1 أكتوبر 1881 تم إنشاء نادي جيروندان (Girondins) للرياضة حيث كان يضم ألعاب : ألعاب القوى، السباحة، التجديف، الفروسية، والمبارزة. وتم تعيين أندريه تشافو أول رئيس للنادي. في 1910 وتحت ضغط ريمون برار تم إنشاء قسم لكرة القدم واستمر نادي لمدة موسم واحد ثم تم حل نادي. وتم إعادة تأسيس نادي كرة القدم مجددا في 1919. وبعد مرور عدة أشهر تم دمج عدة أندية في مدينة بوردو متخذين من الاسم الحالي نادي غيروندو بوردو لكرة القدم Football Club des Girondins de Bordeaux اسما رسميا للنادي ومن اللونين الكحلي والأبيض لونين رسميين لزي نادي. وشارك نادي في أول مباراة رسمية في تاريخ الحديث في سنة 1920 وخسر من نادي بورديجاليان 0-12.
قبل أن يتم السماح لنادي بوردو بأن يكون نادي محترف كان يوجد نأديان محترفان في نفس المدينة وهما : نادي باستيديان الرياضي Sporting Club de la Bastidienne ونادي ديبورتيفو بوردو الإسباني Spanish club Deportivo de Bordeaux. تم قبول الطلب في 28 يونيو 1933 وتم إدراج نادي في المنطقة الجنوبية المجموعة د2. وقبل بداية موسم 1934/1935 أجبر اتحاد فرنسا لكرة القدم الأندية الثلاثة على الاندماج في نادي واحد حسب خطتهم في ذلك الوقت (مدينة واحدة نادي واحد). شارك النادي في بطولة الدوري الجنوبي واحتل المركز الرابع.
في 2 يوليو 1936 اندمجت عدة أندية في مدينة بوردو مكونة نادي جديد وهو نادي غيروندو بوردو لكرة القدم Girondins de Bordeaux Football Club وفي 17 أكتوبر 1936 قدم طلب رسمي لكي يتحول إلى نادي محترف وتم قبول الطلب وشارك في الموسم الذي تلاه 1937/1938 ضمن الدرجة الثانية المجموعة الثانية.

### الاحتراف
في 23 مايو 1937 فاز نادي بوردو على نادي سكيونزييه 2-1 وتوج بطلا لدوري الهواة وبذلك انتقل للعب في دوري المحترفين. وفي أول مباراة رسمية في 22 أغسطس 1937 خسر من نادي تولوز 2-3 ثم حقق الفوز في مباراته الرسمية الثانية على نادي نيم.
وتنقل نادي بوردو في اللعب على عدة ملاعب منها سوزون، جالين، وتشارترونز حتى استقر به الحال للعب على ملعب البلدية الرسمي بارك ليسكيور  الذي تم اختياره كأحد الملاعب التي ستستضيف مباريات كأس العالم 1938. في بداية الموسم الثاني في الدرجة الثانية أدهش نادي بوردو الجميع بالقميص الذي كان لافتا للنظر حيث تم تصميمه بطريقة جعلت منه رقم 7 باللغة العربية بوجود الرأسين صوب الأكتاف.
في 15 أكتوبر 1940 اندمج نادي بوردو مع نادي اتحاد الساحل الرياضي Association Sportive du Port من أجل أن يكون للنادي نشاط اجتماعي في المدينة وتغير اسم النادي إلى غيروندينز Girondins A.S.P.. وبعد عدة أسابيع انخرط جميع اللاعبين تحت راية المقاومة الفرنسية لمقاتلة المحتل الألماني أثناء الحرب العالمية الثانية. ونجح رئيس النادي برار في أن لا يجبر على الانخراط في جيش العدو أو أن يضطر للعمل الإلزامي في المنظمة الألمانية تودت لبناء جدار يعزل فرنسا عن المحيط الأطلسي.
بعد الاندماج شارك نادي بوردو في بطولة كأس فرنسا سنة 1941 حيث في 13 أبريل فاز على نادي رد ستار 3-1 على ملعب الأخير حديقة الأمراء في العاصمة باريس. ثم فاز على نادي تولوز 3-1، وفي المباراة النهائية تغلب على نادي فايفز 2-0 ليحصل على أول بطولة في تاريخ النادي وهي بطولة كاس فرنسا.

### بعد الحرب العالمية الثانية

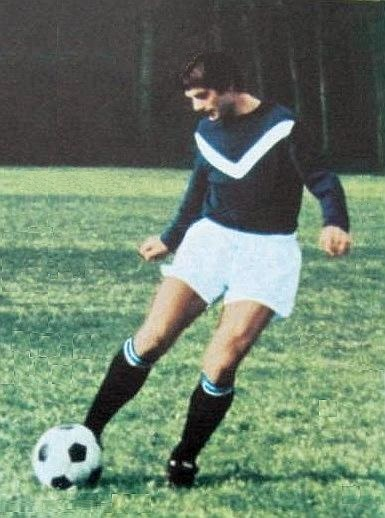
ألان جيراس أسطورة النادي والأكثر مشاركة وتهديفاً معه من 1970 وحتى 1986

بعد تحرير فرنسا عاد نادي بوردو إلى الدرجة الثانية ولكنه استطاع أن يتألق ويصعد إلى الدرجة الأولى مجددا في 1949. في 7 مايو 1950 توج نادي بوردو بطلا للدوري الفرنسي بعدما احتل المركز الأول بفارق 6 نقاط كاملة عن نادي ليل. وكان المدرب أندرو جيرارد مهندس عملية فوز النادي بالبطولة. وبرز نادي بوردو كأحد الأندية المذهلة في الأداء وبرز منه الثلاثي الهجومي بيرتوس دي هاردر، إدوارد كارغو، وكاميلي ليبر. وشارك نادي بوردو في بطولة كأس الأندية اللاتينية والتي تجمع بين أبطال بطولات الدوري في كل من فرنسا، إيطاليا، إسبانيا، والبرتغال. وشاركت في البطولة أندية بنفيكا البرتغالي، لاتسيو الإيطالي، وأتلتيكو مدريد الإسباني بالإضافة إلى نادي بوردو. في المباراة النهائية التي أقيمت في العاصمة البرتغالية لشبونة انتهى الوقت الأصلي بين ناديي بوردو وبنفيكا بالتعادل 2-2 وبالتعادل وحسب القوانين المعمولة آنذاك يتوجب إعادة المباراة في اليوم التالي ولكن اللجنة المنظمة ارتأت بأن يتم تمديد وقت الشوط الثاني حيث وصل إلى ساعتين و25 دقيقة حتى أحرز نادي بنفيكا هدف الفوز.
وفشل نادي بوردو في استعادة مجده الكروي حيث احتل المركز الثاني في بطولة دوري 1951/1952 وخسر المباراة النهائية لبطولة كأس فرنسا مرتين في سنتي 1952 و 1955. وتم تعيين سالفادور أرتيغاس مدربا جديدا للنادي. ولجأ نادي بوردو لاعتماد الطريقة الإيطالية التي اخترعها هيلينيو هيريرا في الستينات وهي الكاتاناتشيو والتي تعتمد على الخطط الدفاعية والقوة البدنية. وعلى الرغم من وجود لاعبين متميزين في صفوفه أمثال جان غاليسي، فيليب بيرغيرو، وألان جيراس إلا أنه كان دائما يحتل مركز في وسط جدول الدوري الفرنسي في فترة السبعينات. وفي موسم 1977/1978م كاد نادي بوردو يهبط إلى الدرجة الثانية لولا تفوقه بفارق نقطة واحدة عن النادي الهابط نادي لنس. ولكن في سنة 1979 حدث أمر غير تاريخ النادي وهو تعيين الطموح كلود بيز رئيسا جديدا للنادي.

### عصر بيز

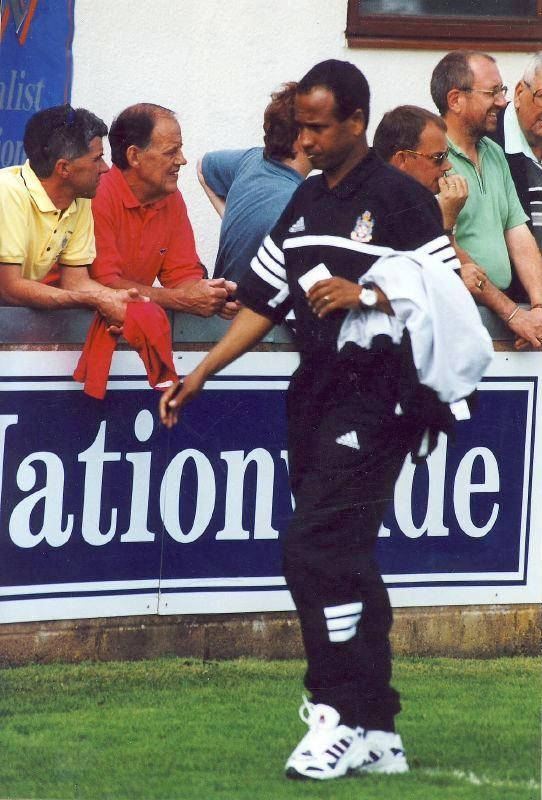
جان تيغانا لعب لبوردو من 1981 حتى 1989

بسبب ثروته الكبيرة وعزيمته القوية فإن بيز قرر ضخ مبالغ مالية ضخمة من أجل وضع سكة نادي بوردو على الطريق الصحيح. تعاقد بيز مع 3 لاعبين كبار في ذلك الوقت وهم بيرنارد لاكومب، عمر سحنون، وألبيرت جيمريتش مما جعل النقاد الرياضيون يعتبره أحد الفرق الكبيرة مثل سانت إتيان، نانت، وستراسبورغ المرشحة للفوز ببطولة دوري الدرجة الأولى.
تحت قيادة المدرب الأرجنتيني لويس كارنيلجيا فإن نادي بوردو عانى من بداية صعبة في موسم 1979/1980 حيث كان ضمن منطقة الهبوط بعد مرور 13 مرحلة. في تلك الفترة قرر بيز الاستغناء عن خدمات كارنيلجيا واستبداله بالبلجيكي رايموند غويثالس الذي قاد نادي آندرلخت البلجيكي للفوز ببطولة كأس أبطال الكؤوس الأوروبي موسم 1977/1978 على حساب نادي أوستريا فيينا النمساوي بنتيجة 4/0 ولكنه كان عاطلا عن العمل طوال 9 أشهر. على الرغم من أن هذا الأمر يعتبر مغامرة إلا أنها كانت مغامرة ناجحة حيث حقق نادي بوردو انتصارات إيجابية ساهمت في احتلال نادي المركز السادس في نهاية الموسم. في ذلك الموسم تعرض نادي بوردو لصدمة عصيبة بوفاة نجمه سحنون بأزمة قلبية أثناء التدريبات في أبريل 1980 عن عمر ناهز 25 سنة إلا أن هذا الأمر لم يثنيه عن مواصلة تحقيق النتائج الإيجابية والاقتراب من المتصدر نادي نانت. في نهاية الموسم قرر بيز تغيير غويثالس وتعيين الفرنسي الشاب إيمي جاكيه مدرب نادي ليون السابق.
في فترة الثمانينات فإن نادي بوردو استلم راية الصدارة في كرة قدم الفرنسية. حقق النادي 3 بطولات دوري درجة أولى، بطولتي كأس فرنسا، والتأهل في كل مرة إلى البطولات القارية. تم التعاقد مع العديد من اللاعبين الفرنسيين والأجانب النجوم أمثال ألان جيراس، دومينيك دروبسي، فرانسوا براكي، ريموند دومينيك، جان كريستوف ثوفينيل، ليونارد سبيتشت، تييري توسو، ماريوس تريسور، باتريك باتيستون، رينيه جيرارد، جان تيغانا، جوزيه توريه، ديتر مولر، التوأم زلاتكو وزوران فويوفيتش.
في مناسبتين كاد نادي بوردو يتأهل إلى المباراة النهائية لبطولة دوري أبطال أوروبا ولكن بسبب قلة التركيز فإنه فشل في استغلال هذه الفرصة. في 1985 خسر نادي بوردو من نادي يوفنتوس الإيطالي بقيادة النجم الفرنسي ميشيل بلاتيني على ملعب الأخير كوميونال 0/3 في ذهاب الدور النصف النهائي من البطولة وفي مباراة الإياب استطاع تحقيق الفوز بنتيجة 2/0 في حضور رقم قياسي من المشجعين بلغ 40211 متفرج على ملعب بارك ليسكيور والذي لم يتحطم إلى الآن. في 1987 خرج نادي بوردو من الدور النصف النهائي من بطولة كأس أبطال الكؤوس الأوروبي على يد نادي لوكوموتيف ليبزيغ الألماني الشرقي حيث خسر في مباراة الذهاب على ملعبه بارك ليسكيور بنتيجة 0/1 ولكنه استطاع أن يستجمع قوته ويتفوق على نادي المضيف على ملعبه بنفس النتيجة ليلجأ نأديان لركلات الجزاء الترجيحية التي تقف في صف نادي المضيف.
في 30 أبريل 1986 حقق نادي بوردو بطولة كأس فرنسا بعدما خسرها في 5 مرات ماضية حيث تحقق الفوز على نادي مرسيليا بنتيجة 2/1 بعد تمديد الوقت وسجل هدفي البطولة غيريسي والكاميروني جوزيف أنطوان بيل. في الموسم التالي 1986/1987 حقق نادي بوردو ثنائية بطولتي دوري الدرجة الأولى وكأس فرنسا. البطولة الأولى تحققت بفضل حصول النادي على 53 نقطة بفارق 4 نقاط عن وصيفه مرسيليا الذي تفوق عليه للمرة الثانية على التوالي في البطولة الثانية بنتيجة 2/0.
خلال نفس الفترة فإن نادي بوردو استطاع أن يزود منتخب فرنسا بالعديد من اللاعبين المميزين الذين منحوه بطولة كأس الأمم الأوروبية 1984 والمركز الرابع في بطولة كأس العالم 1982 والمركز الرابع في بطولة كأس العالم 1986.

### الهبوط
في نهاية موسم 1990/1991 أنهى نادي بوردو بطولة الدوري في المركز العاشر برصيد 37 نقطة بفارق 4 نقاط عن صاحب المركز الخامس نادي ليون الذي استطاع إلحاق الهزيمة بنادي بوردو في آخر مباريات البطولة بنتيجة 1/0 وبالتالي حصوله على حساب منافسه على مقعد في بطولة كأس الاتحاد الأوروبي. في نهاية الموسم قررت دائرة الرقابة الوطنية الإدارية إنزال نادي بوردو إلى الدرجة الثانية بسبب تراكم الديون عليه والتي وصل مجموعها إلى 45 مليون يورو.

### التجديد

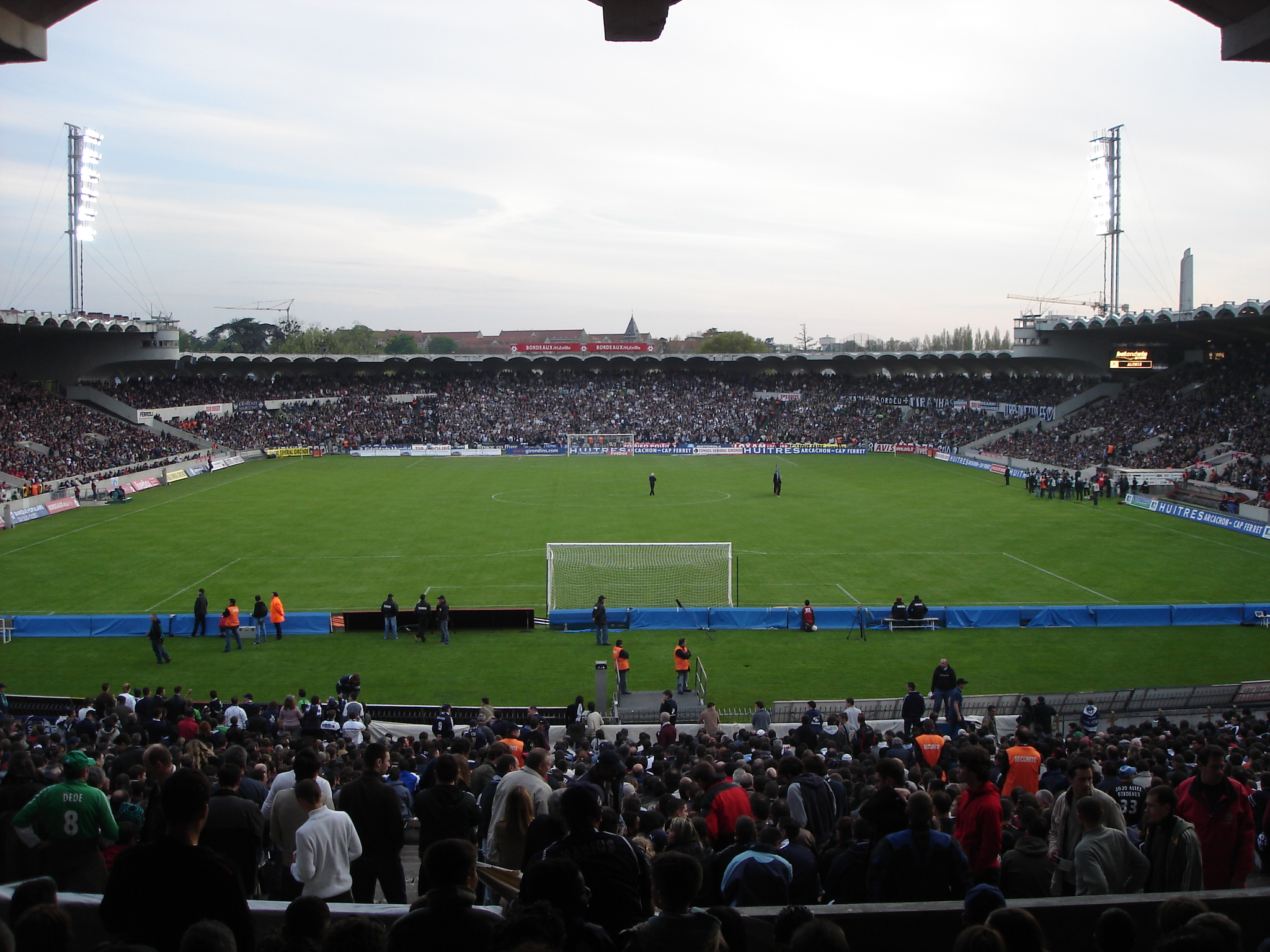
الملعب الخاص بالنادي

بقيادة مالكون جدد للنادي وهم ألان أفليلو والقناة التلفزيونية م6 M6 استطاع نادي بوردو التتويج ببطولة المجموعة الثانية من بطولة دوري الدرجة الثانية. في موسم 1994/1995 استطاع احتلال المركز السابع وبالتالي نجح في التأهل إلى بطولة كأس انترتوتو وفي الموسم التالي استطاع التتويج بها بطلا والتأهل إلى بطولة كأس الاتحاد الأوروبي.
بسبب عدم حصول لاعبي نادي بوردو على فترة راحة بعد نهاية الموسم حيث بدأ الموسم الجديد 1995/1996 في 1 يوليو من خلال بطولة كأس انترتوتو ثم المشاركة في بطولة كأس الاتحاد الأوروبي فإن أداء اللاعبين تأثر خلال هذا الموسم واحتل في نهايته في المركز السادس عشر بفارق 4 نقاط عن أفضل الهابطين نادي غويونيون. في البطولة القارية فإن نادي بوردو استطاع الوصول إلى الدور الربع النهائي بعدما تخطى في الأدوار السابقة أندية فاردار المقدوني، روتور فولغوغراد الروسي، وريال بيتيس الإسباني. أوقعته القرعة في مواجهة نادي إيه سي ميلان الإيطالي. على الرغم من خسارة نادي بوردو على ملعب نادي إيه سي ميلان 0/2 إلا أن المدرب الألماني غيرنو روهر بتواجد لاعبي الجيل الذهبي الفرنسي بيسنتي ليزارازو، كريستوف دوغاري، وزين الدين زيدان استطاعوا التغلب على نادي الإيطالي العريق بثلاثية نظيفة مما أهلتهم هذه النتيجة إلى التأهل إلى الدور النصف النهائي حيث تخطوا بسهولة نادي سلافيا براغ التشيكي في مباراتي الذهاب والإياب بنفس النتيجة 1/0. في الدور النهائي سقط نادي بوردو بنتيجة كبيرة أمام نادي بايرن ميونخ الألماني 1/5 في مجموع المباراتين. بسبب عدم التتويج بالبطولة بالإضافة إلى احتلال مركز متأخر وعدم التأهل إلى بطولة قارية في الموسم التالي فإن العديد من اللاعبين نجوم نادي قرروا الرحيل وهم ليزارازو، زيدان، دوغاري، غايتان هوارد، جان لوك دوغون، جاكوب فريس هانسين، ريتشارد فيتشغه، فيليب لوكاس، دانييل دوتويل، وأنتوني بانكاريل بينما بقي 3 لاعبين فقط وهم ديديه ثولوت، فرانسوا غرينيت، ولورينت كروكي.
بعد موسمين مخيبين بدأ نادي بوردو موسم 1998/1999 بقيادة المدرب إيلي بوب وتنافس مع نادي مرسيليا طوال مراحل البطولة من أجل الظفر باللقب. قبل مرحلة واحدة من نهاية البطولة فإن بوردو كان يملك 69 نقطة بينما يملك مرسيليا 68 نقطة ويستعد نأديان لمواجهة ناديي نانت وباريس سان جيرمان على ملعبيهما على التوالي. افتتح مرسيليا التسجيل في الدقيقة 38 عن طريق روبرت بيريس  وفي المباراة الثانية تحولت النتيجة إلى التعادل 2/2 حتى الدقيقة 89 عندما استطاع باسكال فيندونو إسكان الكرة في شباك مرمى الحارس برنار لاما ليحقق نتيجة الفوز لناديه وبالتالي التتويج بالبطولة للمرة الأولى منذ 12 سنة.
في موسم 2001/2002 توج نادي بوردو ببطولة كأس الدوري الفرنسي بتغلبه على نادي لوريان 3/0 على ملعب فرنسا.
في صيف 2005 قررت إدارة النادي إقالة المدرب الفرنسي ميشيل بافون وتعيين البرازيلي ريكاردو غوميز مكانه الذي تعاقد مع العديد من اللاعبين الجدد. في نهاية موسم 2005/2006 احتل نادي بوردو المركز الثاني في بطولة دوري الدرجة الأولى بفارق 15 نقطة عن البطل المتوج نادي ليون.
في بداية موسم 2006/2007 وبسبب ضعف ميزانية النادي البالغة 65 مليون يورو فإن إدارة نادي بوردو لم تستطع التعاقد مع الكثير من النجوم واكتفت بالتعاقد مجددا مع لاعب النادي السابق يوهان ميكو قادما من نادي فيردر بريمن الألماني وبالتالي تعززت قوة نادي الذي شارك في دوري أبطال أوروبا للمرة الثانية في تاريخه ولكنه لم يستمر طويلا في البطولة وخرج من دور المجموعات ولكنه تأهل إلى بطولة كأس الاتحاد الأوروبي ولكنه أيضا لم يستمر مطولا حيث خرج من أول دور على يد نادي أوساسونا الإسباني. واجه نادي بوردو صاحب المركز السادس مع نادي مرسيليا صاحب المركز الثاني في المباراة النهائية لبطولة كأس الدوري الفرنسي واستطاع التغلب عليه بهدف سجله الظهير البرازيلي كارلوس هينريكي قبل نهاية المباراة بدقيقة واحدة. أما على مستوى بطولة دوري الدرجة الأولى فإن النادي احتل المركز السادس بفارق نقطة واحدة عن صاحب المركز الثالث نادي تولوز الذي تأهل للمشاركة في الدور التمهيدي الثالث من بطولة دوري أبطال أوروبا.
في صيف 2007 قررت إدارة النادي التخلي عن المدرب البرازيلي ريكاردو والتعاقد مع النجم الدولي السابق لوران بلان في أول محطة تدريبية له في مسيرته الرياضية. استطاع بلان إقناع رئيس النادي جان لويس تريو في تخصيص ميزانية عالية للتعاقد مع لاعبين جدد من أجل تجديد دماء نادي وتدعيم صفوفه. نتيجة لذلك وافق تريو على صرف أكثر من 20 مليون يورو من أجل التعاقد مع ألو ديارا، ديفيد بيليون، جوسي، سليمان دياوارا، وماثيو تشالمي. استطاع بلان أن يقود اللاعبين إلى تحطيم الرقم القياسي في عدد النقاط التي حصل عليها حيث جمع 75 نقطة طوال 38 مباراة وفي نهاية الموسم احتل المركز الثاني بفارق نقطتين عن البطل المتوج نادي ليون. أما في بطولة كأس الاتحاد الأوروبي فقد خرج نادي بوردو من الدور الثاني (دور الـ32) على يد نادي آندرلخت البلجيكي.
في صيف 2008 طلب بلان من تريو منحه مجددا ميزانية كبيرة من أجل التعاقد مع لاعبين جدد ولكن الأخير رفض طلبه خصوصا أن تشكيلة اللاعبين كانت مكتملة من خلال وجهة نظره ولكن بسبب إصرار بلان فقد وافق تريو على التعاقد مع 3 لاعبين وهم يوان غوفران مقابل 6.5 مليون يورو، دييغو بلاسينتي في صفقة انتقال حر، ويوان جوركوف بعقد إعارة. في بداية الموسم تبين آثار تطور اللاعبين على يد بلان بتحقيق نتيجة الفوز عبر ركلات الجزاء الترجيحية على حامل لقب بطولة دوري الدرجة الأولى نادي ليون في بطولة كأس الأبطال الفرنسي. بهذه البطولة استطاع نادي بوردو أن يكون رابع نادي في فرنسا يحقق على الأقل بطولة واحدة من البطولات الفرنسية المحلية الأربع (دوري الدرجة الأولى، كأس الدوري الفرنسي، كأس فرنسا، كأس الأبطال الفرنسي) وانضم إلى أندية ليون، موناكو، وباريس سان جيرمان. في 25 أبريل استطاع نادي بوردو هزيمة نادي فان بنتيجة 4/0 ليحقق بطولة كأس الدوري الفرنسي للمرة الثالثة في تاريخه ليتساوى مع صاحب الرقم القياسي نادي باريس سان جيرمان بينما حطم الرقم القياسي في الوصول إلى المباراة النهائية للمرة الخامسة.
في بطولة دوري الدرجة الأولى استطاع نادي بوردو تحطيم رقمه القياسي السابق في عدد الانتصارات المتتالية حيث حقق 11 انتصار متتالي في نهاية الموسم لكي يتوج لقب البطولة للمرة السادسة على حساب منافسه مرسيليا الذي اكتفى باحتلال المركز الثاني بفارق 3 نقاط عنه.

## الشعار

شعار الفريق من 2002 حتى 2020
شعار الفريق من 2020 وحتى الآن

## الألقاب
- دوري الدرجة الأولى 6 مرات : 1949/1950 - 1983/1984 - 1984/1985 - 1986/1987 - 1998/1999 - 2008/2009.
- دوري الدرجة الثانية مرة واحدة : 1991/1992.
- كأس فرنسا 4 مرات : 1941 - 1986 - 1987 - 2013.
- كأس الدوري الفرنسي 3 مرات : 2002 - 2007 - 2009.
- كأس الأبطال الفرنسي 3 مرات : 1986 - 2008 - 2009.
- كأس انترتوتو مرة واحدة : 1995/1996.[15]

## المدربون
| الرقم | الاسم                | فترة التدريب | الملاحظات |
| ----- | -------------------- | ------------ | --- |
| 1     | بينيتو دياز إراولا   | 1937-1942    | أول مدرب في تاريخ النادي وحقق للنادي بطولة كأس فرنسا 1941 |
| 2     | سانتياغو أورتيزبيريا | 1942-1943    | |
| 3     | يوجين ستيرن          | 1943         | |
| 4     | أوسكار ساغيرو        | 1943-1945    | |
| 5     | موريس بونيان         | 1945-1947    | |
| 6     | أندريه جيرارد        | 1947-1957    | أول مدرب فرنسي مواطن للنادي وحقق له بطولة دوري الدرجة الأولى موسم 1949/1950                                                                                    |
| 7     | سانتياغو أورتيزبيريا | 1957         | |
| 8     | كاميل ليبار          | 1957-1960    | |
| 9     | سالفادور أرتيغاس     | 1960-1967    | |
| 10    | جان بيير باكريم      | 1967-1970    | |
| 11    | بيير دانزيلي         | 1970         | |
| 12    | أندريه جيرارد        | 1970-1972    | |
| 13    | بيير فيليبون         | 1972-1974    | |
| 14    | أندريه مينو          | 1974-1976    | |
| 15    | كريستيان مونتيس      | 1976-1978    | |
| 16    | لويس كارنيلجيا       | 1978-1979    | |
| 17    | رايموند غويثالس      | 1979-1980    | |
| 18    | إيمي جاكيه           | 1980-1989    | حقق للنادي بطولة دوري الدرجة الأولى 3 مرات مواسم1983/1984 - 1984/1985 - 1986/1987 وبطولة كأس فرنسا مرتان 1986 - 1987 وبطولة كأس الأبطال الفرنسي مرة واحدة 1986 |
| 19    | ديديه كوكيو          | 1989         | |
| 20    | رايموند غويثالس      | 1989-1990    | |
| 21    | غيرنو روهر           | 1990         | |
| 22    | جيرارد جيلي          | 1990-1991    | |
| 23    | غيرنو روهر           | 1991-1992    | حقق للنادي بطولة دوري الدرجة الثانية موسم 1991/1992 |
| 24    | رولاند كوربيس        | 1992-1994    | |
| 25    | توني                 | 1994-1995    | |
| 26    | إريك غيريت           | 1995         | |
| 27    | سلافوليوب موسلين     | 1995-1996    | حقق للنادي بطولة كأس انترتوتو موسم 1995/1996 |
| 28    | غيرنو روهر           | 1996         | |
| 29    | رولاند كوربيس        | 1996-1997    | |
| 30    | غاي ستيفان           | 1997         | |
| 31    | إيلي بوب             | 1997-2003    | حقق للنادي بطولة دوري الدرجة الأولى موسم 1998/1999 وبطولة كأس فرنسا 2002                                                                                       |
| 32    | ميشيل بافون          | 2003-2005    | |
| 33    | ريكاردو غوميز        | 2005-2007    | حقق للنادي بطولة كأس الدوري الفرنسي 2007 |
| 34    | لوران بلان           | 2007-2010    | حقق للنادي بطولة دوري الدرجة الأولى مرة واحدة 2008/2009 وبطولة كأس الدوري الفرنسي 2009 وبطولة كأس الأبطال الفرنسي مرة واحدة 2008                               |
| 35    | جان تيغانا           | 2010-2011    | |
| 36    | إريك بيدوا           | 2011         | كان المدرب مؤقتًا من مايو 2011 إلى يونيو 2011 |
| 37    | فرانسيس جيلو         | 2011-2014    | حقق للنادي بطولة كأس فرنسا 2012-2013 بتغلبه على فريق إيفيان تونون غايلارد في مباراة النهائي بنتيجة 3-2                                                         |
| 38    | ويلي سانيول          | 2014-2016    | |
| 39    | أولريش رامي          | 2016         | |

## رؤساء النادي
| الرقم | الجنسية والاسم                | فترة رئاسة النادي | الملاحظات |
| ----- | ----------------------------- | ----------------- | --- |
| 1     | أندريه تشافو                  | 1881-1887         | أول رئيس في تاريخ النادي |
| 2     | جان هينري لارتيغ              | 1887-1888         | |
| 3     | هينري فروغ                    | 1888              | |
| 4     | إدوارد بيرتين                 | 1888-1889         | |
| 5     | أندريه تشافو                  | 1889              | |
| 6     | جان بريتينيت                  | 1889-1991         | |
| 7     | هينري ديسكومب                 | 1891-1923         | ترأس النادي لأطول فترة حيث بلغت 32 سنة |
| 8     | جورج بوبيس                    | 1923-1924         | |
| 9     | أندريه غوتيلي                 | 1924-1934         | |
| 10    | أوليفر لوستي-كلوس             | 1934-1945         | تحقق أثناء رئاسته للنادي تحوله من الهواية إلى الاحتراف اعتبارا من موسم 1937/1938 وحقق أول بطولة في تاريخه وهي بطولة كأس فرنسا 1941                             |
| 11    | جان هوماراو                   | 1945-1957         | حقق للنادي بطولة دوري الدرجة الأولى مرة واحدة 1949/1950 |
| 12    | جان ميتشارد-بيليسيير          | 1957-1961         | |
| 13    | هينري مارتن                   | 1961-1971         | |
| 14    | إميل لورينت                   | 1971-1972         | |
| 15    | أندريه سيكارد                 | 1972-1977         | |
| 16    | كلود بيز                      | 1977-1990         | حقق للنادي بطولة دوري الدرجة الأولى 3 مرات مواسم1983/1984 - 1984/1985 - 1986/1987 وبطولة كأس فرنسا مرتان 1986 - 1987 وبطولة كأس الأبطال الفرنسي مرة واحدة 1986 |
| 17    | ألان أفليلو وجان ديديه لانغ   | 1990-1996         | حققا للنادي بطولة دوري الدرجة الثانية موسم 1991/1992 وبطولة كأس انترتوتو موسم 1995/1996                                                                        |
| 18    | جان لويس تريو وجان ديديه لانغ | 1996-1999         | حققا للنادي بطولة دوري الدرجة الأولى موسم 1998/1999 |
| 19    | جان لويس تريو                 | 1999-2002         | حقق للنادي بطولة كأس فرنسا 2002 |
| 20    | دومينيك إمبولت                | 2002              | |
| 21    | جان لويس تريو                 | 2002-             | حقق للنادي بطولة دوري الدرجة الأولى مرة واحدة 2008/2009 وبطولة كأس الدوري الفرنسي مرتان 2007 - 2009 وبطولة كأس الأبطال الفرنسي مرة واحدة 2008                  |